# 2024년 하계 올림픽 요르단 선수단
2024년 하계 올림픽 요르단 선수단은 2024년 7월 26일부터 8월 11일까지 프랑스 파리에서 열린 2024년 하계 올림픽에 참가한 올림픽 요르단 선수단이다.
이번 하계 올림픽은 요르단의 12번째 연속 출전이 된다.

## 출전 선수
| 종목   | 남자 | 여자 | 전체 |
| ------ | ---- | ---- | ---- |
| 복싱   | 3    | 0    | 3    |
| 수영   | 1    | 1    | 2    |
| 육상   | 1    | 0    | 1    |
| 체조   | 1    | 0    | 1    |
| 탁구   | 1    | 0    | 1    |
| 태권도 | 2    | 2    | 4    |
| 전체   | 9    | 3    | 12   |

## 메달 집계
| 종목 | 1 | 2 | 3 | 합계 |
| 종목 | ' | ' | ' | '    |
| 종목 | ' | ' | ' | '    |
| 종목 | ' | ' | ' | '    |
| 합계 | ' | ' | ' | '    |

## 같이 보기
- 2024년 하계 올림픽